# Yachthafen Smiltynė
Der Yachthafen Smiltynė liegt in der drittgrößten litauischen Stadt Klaipėda, an der Ostsee in Smiltynė, im Nationalpark Kurische Nehrung.

## Geschichte
Der Yachthafen wurde 1936 errichtet und 2013 renoviert. Er wird von dem litauischen Verein „Klaipėdos jachtklubas“ (mit 3 Mitarbeitern), einem Tochterunternehmen von UAB „DOMMO Nerija“ (Holding UAB „Invalda privatus kapitalas“), betrieben. verwaltet. Insgesamt können 65 Segelboote und weitere 20 Boote bei Regatten aufgenommen werden. Bei der Planung wurden Boote von Regatten wie „Volvo Ocean Race“ und „Baltic Tall Ships regatta 2015“ angenommen.

## Infrastruktur
Auf dem Hafengelände gibt es das Hotel „Paskui vėją“ (3*PLUS). Die Yachten und Boote in verschiedenen Größen werden im Smiltynė-Hafen ganzjährig angenommen und gelagert. Zwei vollständig renovierte Bereiche bieten 65 Liegeplätze für Boote von 3 bis 15 Metern Länge. Das Hafenbecken ist 2,5 bis 3,5 m tief. Die Hafeneinfahrt hat eine Wassertiefe von 3,8 Meter und keine Einschränkungen für die Masthöhe. Hier werden auch Angelausflüge mit Yachten und Booten angeboten.
Das Hafengebiet wird 24 Stunden am Tag vom Hafenpersonal bewacht. Der Hafen verfügt über Toiletten, Duschen, Wäscherei, einen Wäschetrockner und einen großen Parkplatz. Der gesamte Hafenbereich Bereich wird 24 Stunden am Tag videoüberwacht.